# Ciągnik

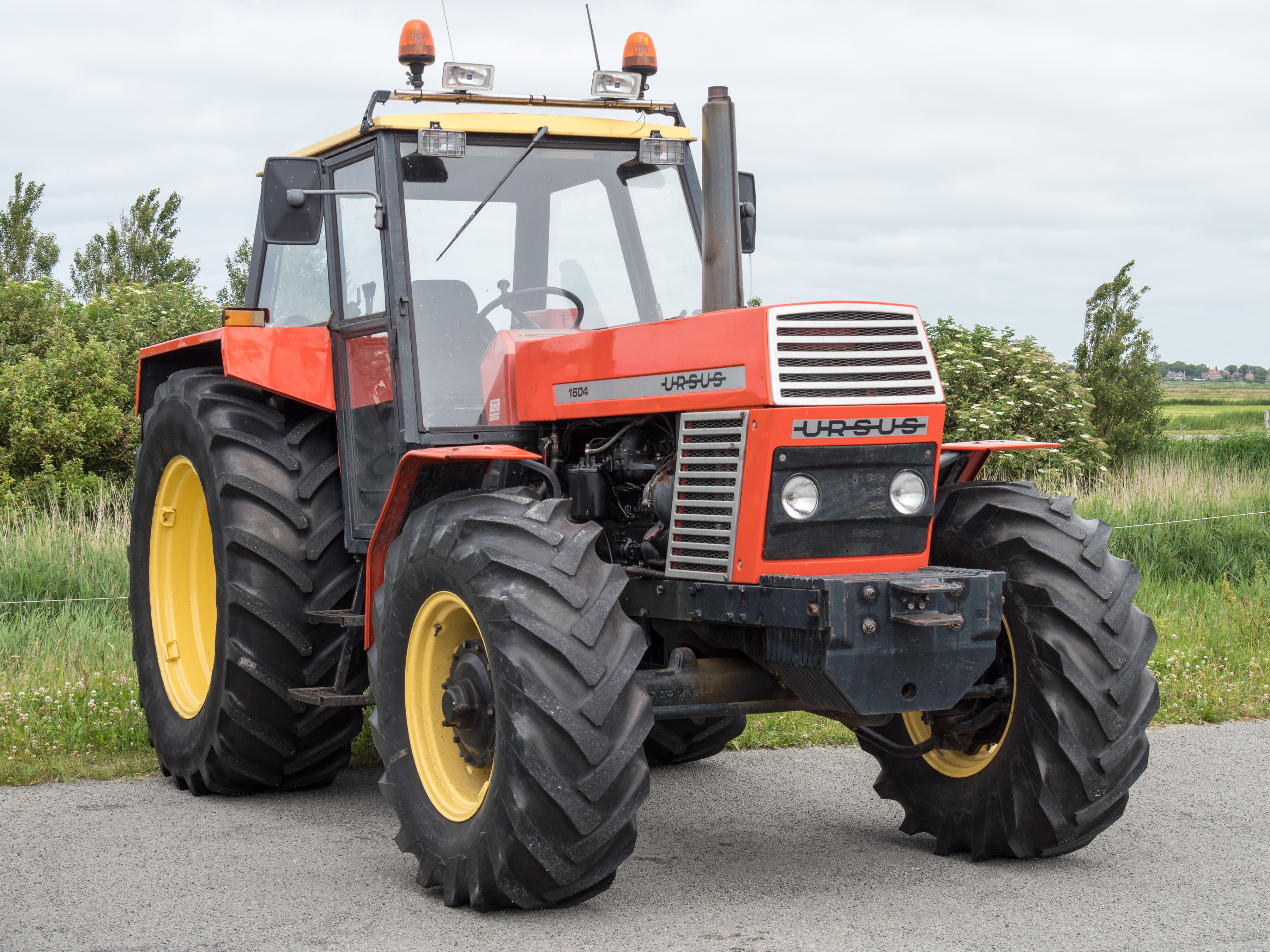
Ciągnik rolniczy

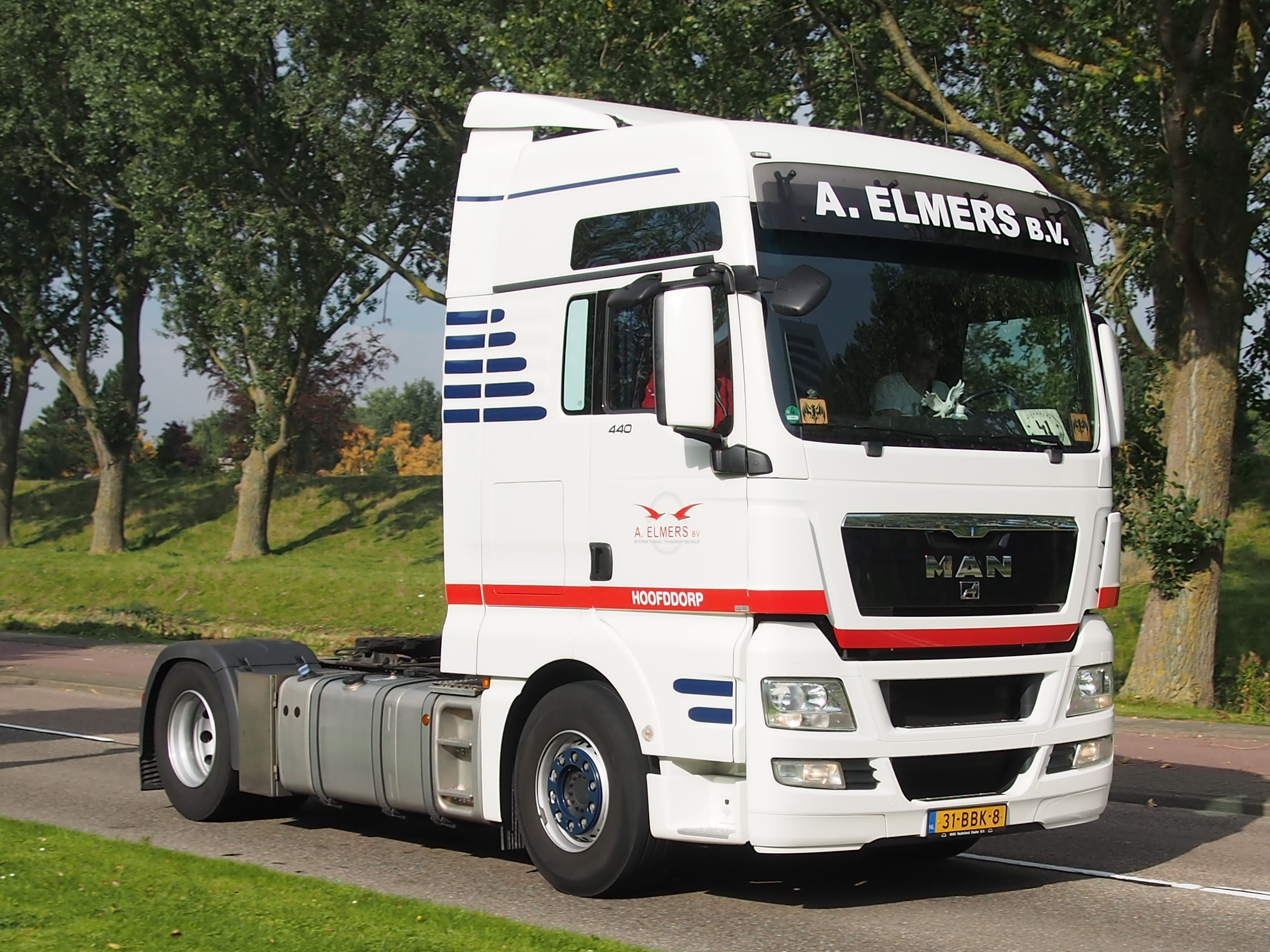
Ciągnik samochodowy (siodłowy)

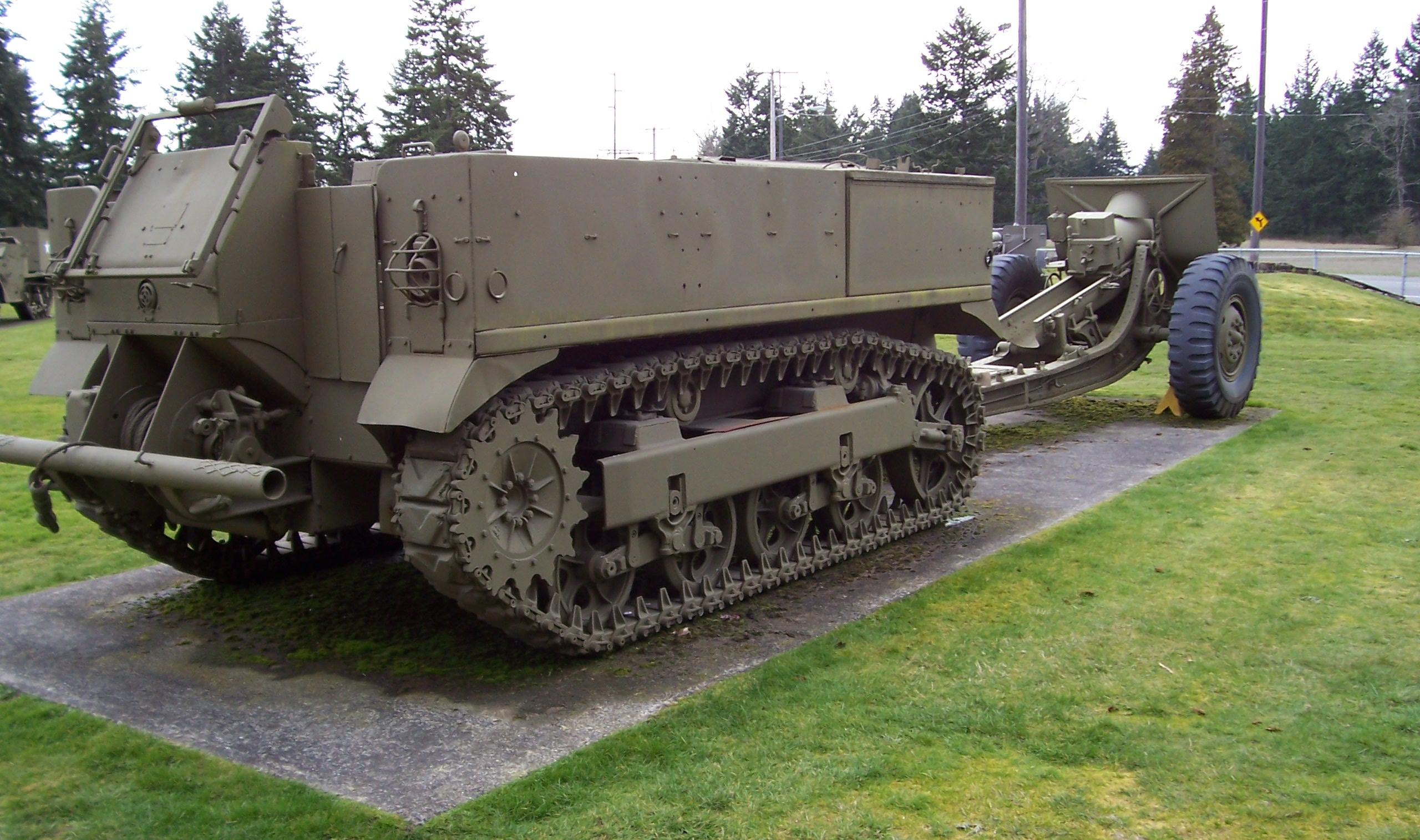
Ciągnik artyleryjski

Ciągnik (traktor) – pojazd mechaniczny przystosowany do holowania pojazdów bądź urządzeń nieposiadających własnego napędu (np. maszyn rolniczych, przyczep, naczep, dział) oraz do zawieszania na nim osprzętu do robót ziemnych (np. spycharkowego, zrywarkowego, ładowarkowego, koparkowego, chwytakowego, hakowego).

## Podział
- Ze względu na układ jezdny:
  - ciągnik kołowy
  - ciągnik kołowo-gąsienicowy (półgąsienicowy)
  - ciągnik gąsienicowy
- Ze względu na przeznaczenie:
  - ciągnik rolniczy (uniwersalny i specjalistyczny)
  - ciągnik leśny (forwarder, skider, klembank i harwarder)
  - ciągnik samochodowy (transportowy) (siodłowy, balastowy i budowlany)
  - ciągnik artyleryjski

## Polskie konstrukcje
- Jelcz 300
- Ursus 1921/1922
- C2P
- C4P
- C7P
- PZInż 322 z 1937